# Брутто-ставка
Бру́тто-ста́вка (gross rate) — сума визначеної нетто-ставки та навантаження. Ці складові мають різне призначення. Нетто-ставка має забезпечити відшкодування витрат на покриття збитків з ризикових видів страхування, а також на виплати зі страхування життя. Навантаження призначене для забезпечення фінансування витрат страховика на ведення справи та отримання прибутку від страхових операцій.